# 鳴子北駅
鳴子北駅（なるこきたえき）は、愛知県名古屋市天白区相川1丁目にある名古屋市営地下鉄桜通線の駅である。駅番号はS18。駅のテーマカラーは鸚鵡■である。

## 歴史
仮称「鳴子北駅」として計画された。北側に相生山（天白区大字野並）、南側に鳴子団地（緑区鳴子町）が存在する丘陵地の谷筋に位置する。天白区民からは「相生山緑地」を駅名とするよう要望があったが、相生山緑地オアシスの森には相生山駅の方が近いとして採用されなかった。2010年5月17日に駅名が鳴子北駅に決定した。

### 年表
- 2011年（平成23年）3月27日：開業[4]。

## 駅構造

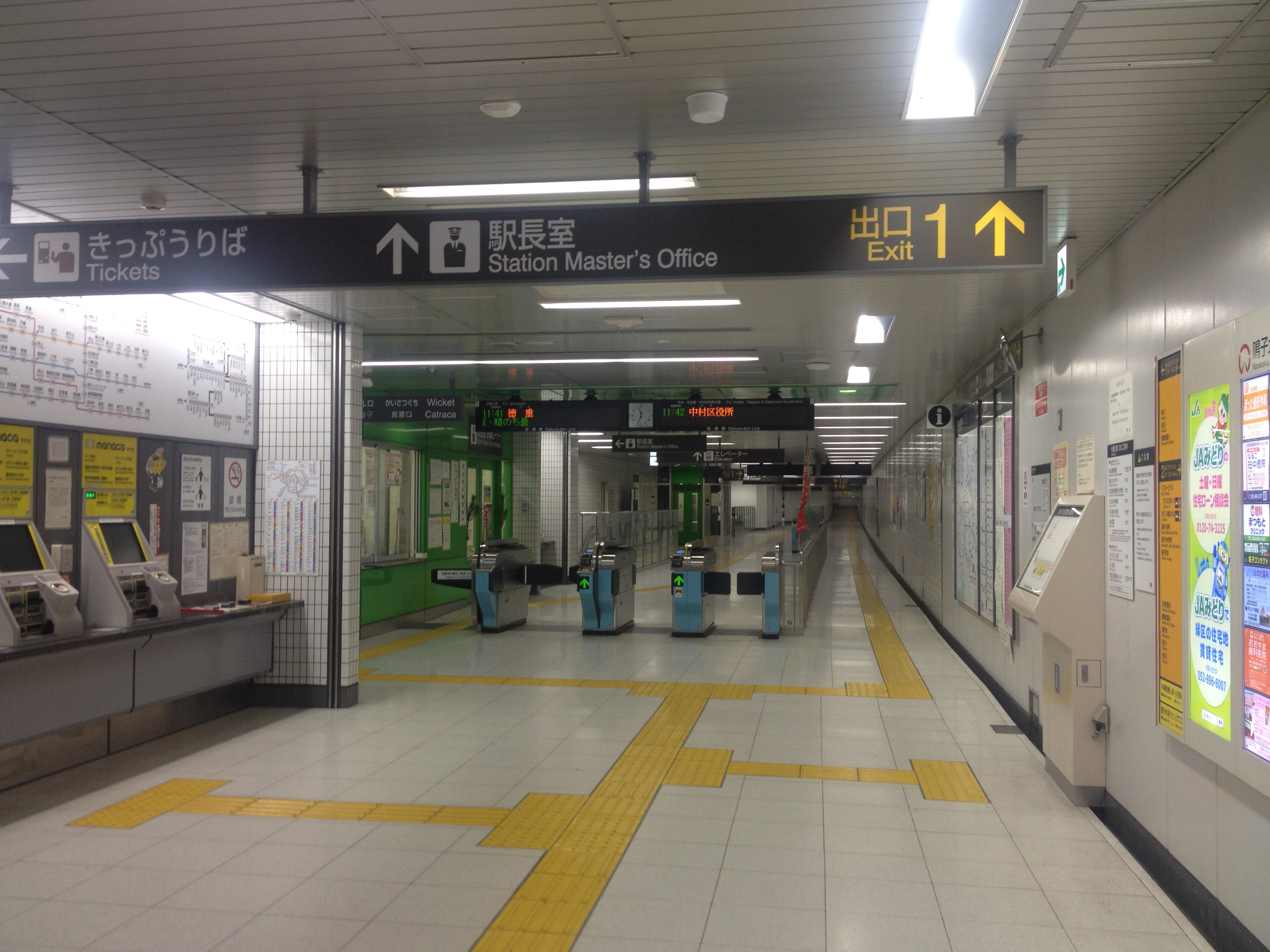
コンコース

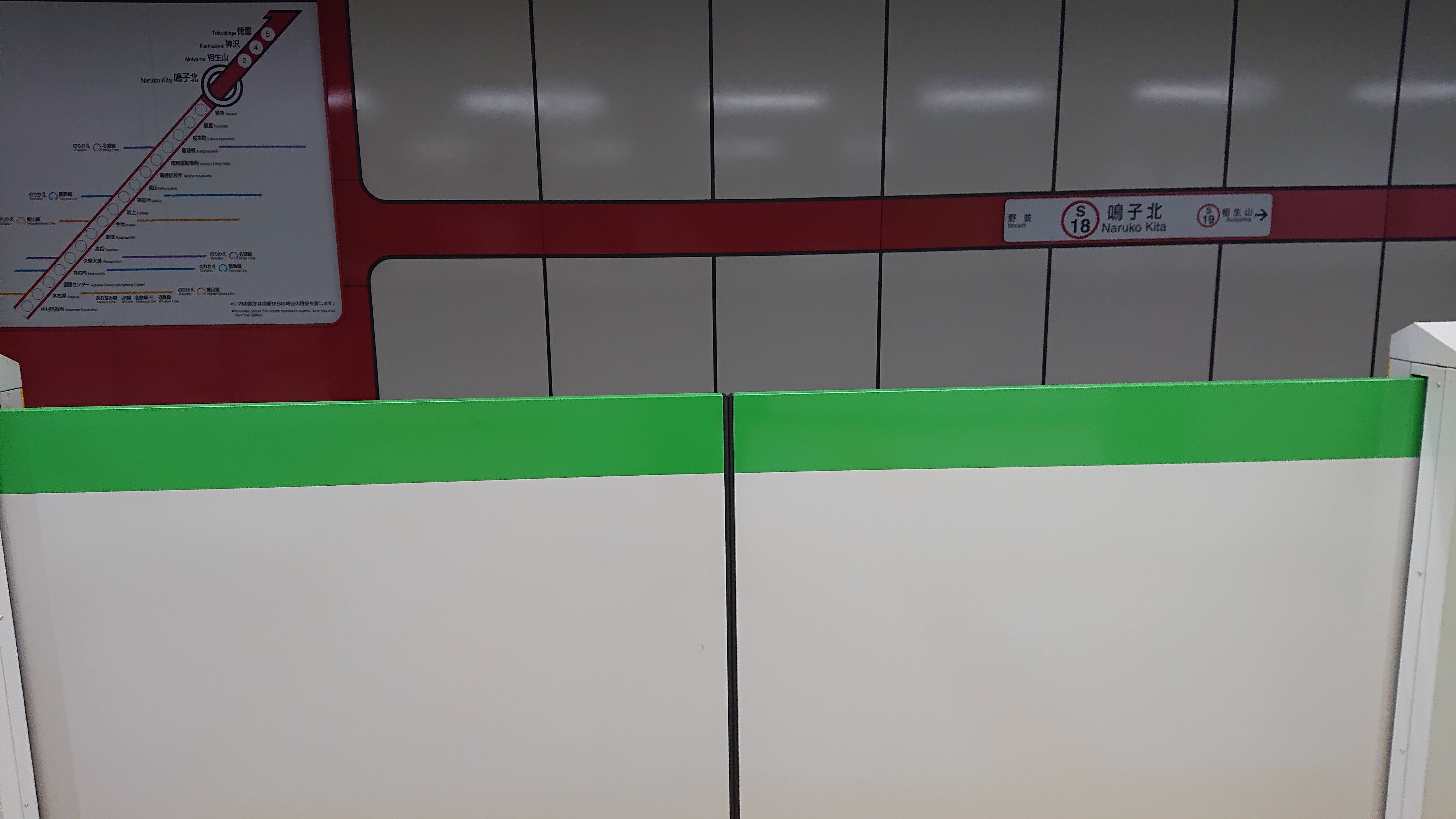
プラットホーム（ホームドア）

島式ホーム1面2線を有する地下駅で、可動式ホーム柵が設置されている。ホームは20m車6両編成まで対応している。改札口は2ヶ所で、東側の改札は自動改札機が1通路だけ設置されており、自動券売機は西側（2番出入口側）にのみ設置されている。出入口は2ヶ所あり、東海通の北側にはすぐ山林があって設置が困難であるためにいずれも南側に設置されている。そのため、桜通線の2011年延伸開業区間では唯一、地上行きのエレベーターが1基しかない（エレベーターは2番出入口側のみ。1番出入口へは階段のみ）。その代わり、当該エレベーターは2方向ウォークスルー方式出入口となっている。
当駅は、桜通線駅務区今池管区駅が管轄している。
駅業務は開業以来日本通運に委託されている。

### のりば
| ホーム | 路線   | 行先                     |
| ------ | ------ | ------------------------ |
| 1      | 桜通線 | 徳重方面                 |
| 2      | 桜通線 | 今池・名古屋・太閤通方面 |

## 利用状況
2019年度の乗車人員は1,877,875人で、1日平均乗車人員は5,131人である。
開業以降の年度別乗車人員の推移は下表のとおりである。終着駅の徳重駅ほどではないが市バスターミナルが隣接しているため、利用者の少ない野並以東の各駅の中では多くなっている。
| 年度               | 乗車人員 | 乗車人員  |
| 年度               | 1日平均  | 年度毎    |
| ------------------ | -------- | --------- |
| 2010年（平成22年） | 4,437    | 22,185    |
| 2011年（平成23年） | 4,484    | 1,641,275 |
| 2012年（平成24年） | 4,601    | 1,679,355 |
| 2013年（平成25年） | 4,784    | 1,746,059 |
| 2014年（平成26年） | 4,802    | 1,752,702 |
| 2015年（平成27年） | 4,834    | 1,769,316 |
| 2016年（平成28年） | 4,942    | 1,803,679 |
| 2017年（平成29年） | 5,016    | 1,830,744 |
| 2018年（平成30年） | 5,145    | 1,877,990 |
| 2019年（令和元年） | 5,131    | 1,877,875 |

## 駅周辺
北側はすぐ山林になっており、南側は急な坂に沿った住宅地になっている。この駅自体は天白区に所在するが、バスターミナルのすぐ南にある鳴子池より南側は緑区である。
- 相生山緑地
- 鳴子団地
- いちやなぎ 野並斎場
- 名古屋市立鳴子台中学校
- 名古屋市営バス野並車庫
- 東海通（名古屋市道東海橋線）
- 鳴子北バスターミナル

## 鳴子北バスターミナル

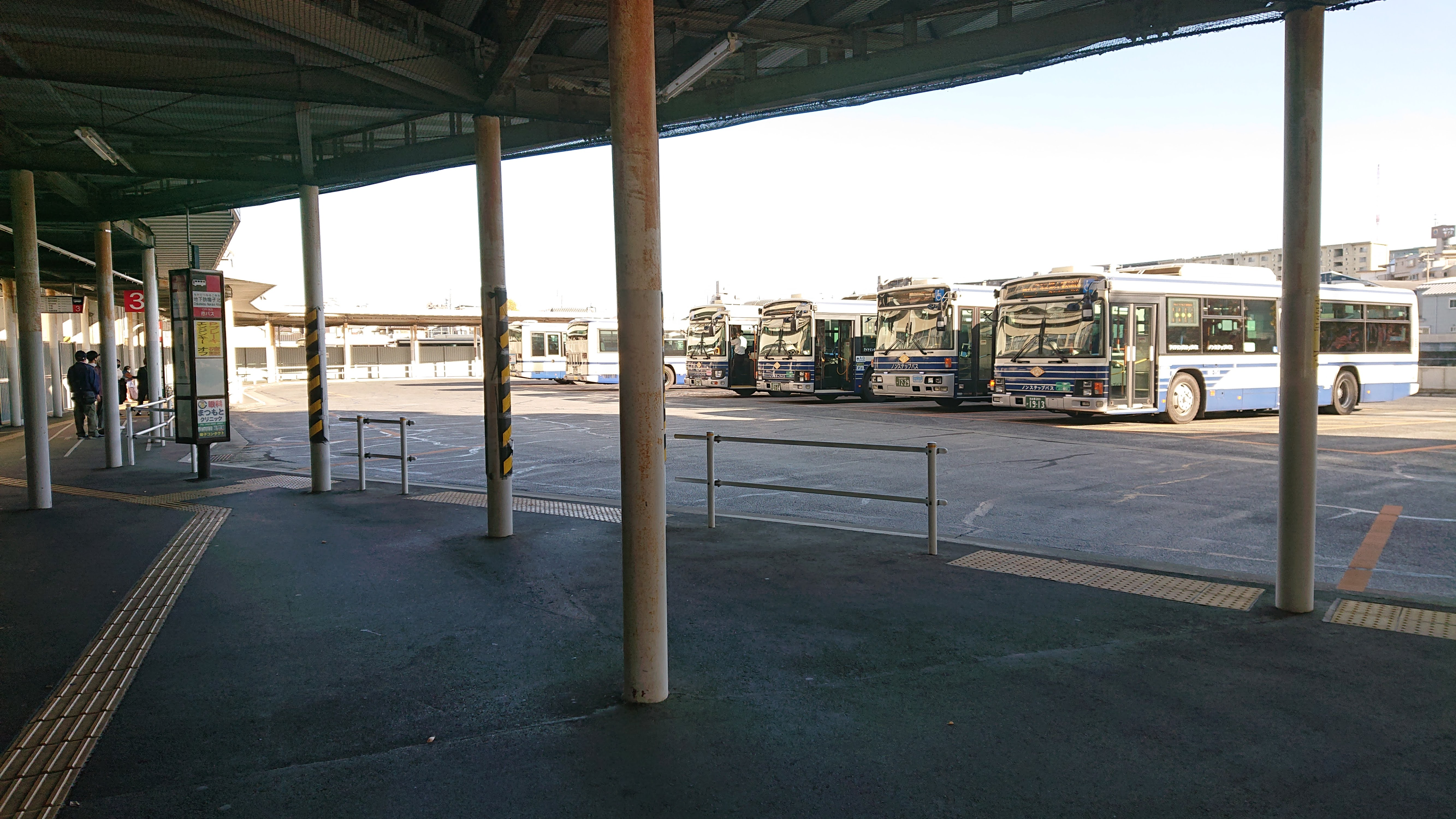
鳴子北バスターミナル

### 路線バス
地下鉄開業と同時に、野並車庫の敷地の約半分を使い、地下鉄鳴子北バスターミナルが新設された。野並駅に代わって各地へのバスが多数発着する拠点となるターミナルである。
バスターミナルへは2番出入口が近い。のりばは3箇所、降車所は1箇所ある。なお、地下鉄開業前は「野並車庫」という名称であり、野並が終点となっていた頃からバスがここまで多数回送されていた（一部客扱いあり）。ターミナル出入口を左折せずに右折したあと、東海通（名古屋市道東海橋線）を西（野並方面）へ向かう系統はターミナル外の停留所にも停車し、「地下鉄鳴子北の西」と案内されている。

#### 名古屋市営バス
名古屋市営バス 地下鉄鳴子北バス停
- 1番のりば
  - 鳴子12：地下鉄鳴子北 - 太子
  - 鳴子14：地下鉄鳴子北 - 大高駅
  - 鳴子16：地下鉄鳴子北 - 藤田医科大学病院

- 2番のりば
  - 名港16：地下鉄鳴子北 - 名古屋港（ターミナル外の停留所にも停車）
  - 植田11：地下鉄鳴子北 - 鳴海山下 - 野並 - 地下鉄植田
  - 新瑞15：地下鉄鳴子北 - 新瑞橋（ターミナル外の停留所にも停車）
  - 鳴子11：地下鉄鳴子北 - 相生山住宅 - 地下鉄植田（地下鉄鳴子北行きのみ、ターミナル外の降車専用停留所（地下鉄鳴子北の東と案内される）にも停車）
  - 地鳴.瑞：地下鉄鳴子北 - 瑞穂運動場東（ターミナル外の停留所にも停車）

- 3番のりば
  - 幹鳴子1：地下鉄鳴子北 - 大清水・地下鉄徳重・地下鉄鳴子北
  - 鳴子13：地下鉄鳴子北 - 南大高駅・有松町口無池
  - 鳴子15：地下鉄鳴子北 - 鳴尾車庫

※ 野並営業所の敷地が狭くなったため、営業終了後の夜間はターミナル敷地もバス駐車スペースに使用される。

## 隣の駅
名古屋市交通局
 桜通線
野並駅 (S17) - 鳴子北駅 (S18) - 相生山駅 (S19)